# Communauté d'agglomération Maubeuge Val de Sambre
La communauté d'agglomération Maubeuge - Val de Sambre, souvent appelée Agglomération Maubeuge - Val de Sambre  (CAMVS ou AMVS) est une communauté d'agglomération française, située dans le département du Nord et la région Hauts-de-France.

## Historique
C'est au début des années 1960 qu'est créé le Syndicat Intercommunal de la Sambre. Il regroupe autour de Maubeuge les villes et villages qui lui sont frontaliers. Les questions traitées sont alors l'assainissement, puis les transports et la collecte des déchets ménagers. Le 28 novembre 1995, la communauté de communes du Val de Sambre voit le jour.
Elle évolue en 2001 pour devenir l'Agglomération Maubeuge-Val de Sambre avec le renforcement de la décentralisation initiée par la loi Chevènement.
Lors de sa création, l'AMVS renforce notamment ses compétences dans les domaines environnemental et économique. À l'heure actuelle, elle gère en plus le développement touristique, l'habitat, la culture, l'éclairage public et le développement rural.
En 2008 - 2009, l’Agglomération s'associe au Syndicat mixte du Parc naturel régional de l'Avesnois, avec l'aide de l’ADEME, de la Région et des acteurs locaux, pour produire un Plan Climat Énergie à l’échelle du Territoire Sambre Avesnois , sur le principe du Plan climat territorial.
Le 31 décembre 2011, la commune de Quiévelon quitte la Communauté de communes des vallées de la Solre, de la Thure et de l'Helpe (qui fusionne avec deux autres communautés de communes), pour intégrer l'Agglomération Maubeuge-Val de Sambre.
Le 31 décembre 2013, est créée par arrêté préfectoral, une nouvelle communauté d'agglomération Maubeuge Val de Sambre, qui fusionne en son sein l'ancienne Communauté d'Agglomération Maubeuge Val de Sambre, la communauté de communes frontalières du Nord-Est Avesnois, la communauté de communes du Nord Maubeuge, la communauté de communes Sambre - Avesnois et le SIVU pour la requalification de la friche industrielle CLECIM. Cette nouvelle communauté d'agglomération compte alors 42 communes.
En 2016, la communauté d'agglomération a inauguré son centre aquatique baptisé « l’Émeraude ».
Le 1er janvier 2017, Noyelles-sur-Sambre est devenue la 43e commune de l'intercommunalité à la suite de la mise en application du schéma départemental de coopération intercommunale.

## Territoire communautaire

### Géographie
L'agglomération s'étend sur 379 km2 autour d'une rivière, la Sambre, un affluent de la Meuse, et est transfrontalière : la commune de Jeumont est séparée par une frontière d'Erquelinnes, en Belgique.
Elle est structurée autour de trois pôles principaux : Maubeuge, Jeumont et Aulnoye-Aymeries.

### Composition
La communauté d'agglomération est composée des 43 communes suivantes :

| Nom                   | Code Insee | Gentilé         | Superficie (km2) | Population (dernière pop. légale) | Densité (hab./km2) |
| --------------------- | ---------- | --------------- | ---------------- | --------------------------------- | ------------------ |
| Maubeuge (siège)      | 59392      | Maubeugeois     | 18,85            | 28 879 (2022)                     | 1 532              |
| Aibes                 | 59003      | Aibois          | 9,23             | 357 (2022)                        | 39                 |
| Assevent              | 59021      | Asseventois     | 1,87             | 1 782 (2022)                      | 953                |
| Aulnoye-Aymeries      | 59033      | Aulnésiens      | 8,66             | 8 674 (2022)                      | 1 002              |
| Bachant               | 59041      | Bachinois       | 9,37             | 2 246 (2022)                      | 240                |
| Beaufort              | 59058      | Beaufortois     | 12,76            | 1 008 (2022)                      | 79                 |
| Berlaimont            | 59068      | Berlaimontois   | 13,1             | 3 169 (2022)                      | 242                |
| Bersillies            | 59072      | Bersillais      | 2,83             | 243 (2022)                        | 86                 |
| Bettignies            | 59076      | Bettigniens     | 4,62             | 355 (2022)                        | 77                 |
| Bousignies-sur-Roc    | 59101      | Bousigniens     | 12,14            | 374 (2022)                        | 31                 |
| Boussières-sur-Sambre | 59103      | Boussiérois     | 3,28             | 517 (2022)                        | 158                |
| Boussois              | 59104      | Beuxéidiens     | 6,29             | 3 139 (2022)                      | 499                |
| Cerfontaine           | 59142      | Cerfontainois   | 3,87             | 667 (2022)                        | 172                |
| Colleret              | 59151      | Collerétiziens  | 18,79            | 1 551 (2022)                      | 83                 |
| Cousolre              | 59157      | Cousolréziens   | 20,98            | 2 160 (2022)                      | 103                |
| Éclaibes              | 59187      | Éclaibois       | 4,89             | 265 (2022)                        | 54                 |
| Écuélin               | 59188      | Écuelinois      | 3,4              | 143 (2022)                        | 42                 |
| Élesmes               | 59190      | Élesmois        | 6,23             | 1 002 (2022)                      | 161                |
| Feignies              | 59225      | Finésiens       | 18,8             | 6 727 (2022)                      | 358                |
| Ferrière-la-Grande    | 59230      | Ferriérois      | 10,01            | 5 167 (2022)                      | 516                |
| Ferrière-la-Petite    | 59231      | Ferrièrois      | 5,35             | 1 043 (2022)                      | 195                |
| Gognies-Chaussée      | 59264      | Gognisiens      | 7,94             | 725 (2022)                        | 91                 |
| Hautmont              | 59291      | Hautmontois     | 12,27            | 14 197 (2022)                     | 1 157              |
| Jeumont               | 59324      | Jeumontois      | 10,21            | 10 273 (2022)                     | 1 006              |
| Leval                 | 59344      | Levallois       | 5,89             | 2 483 (2022)                      | 422                |
| Limont-Fontaine       | 59351      | Limontois       | 6,78             | 532 (2022)                        | 78                 |
| Louvroil              | 59365      | Louvroiliens    | 5,9              | 6 334 (2022)                      | 1 074              |
| Mairieux              | 59370      | Mairieusiens    | 6,49             | 698 (2022)                        | 108                |
| Marpent               | 59385      | Marpentois      | 4,83             | 2 649 (2022)                      | 548                |
| Monceau-Saint-Waast   | 59406      | Moncéens        | 5,93             | 423 (2022)                        | 71                 |
| Neuf-Mesnil           | 59424      | Neufmesnilois   | 1,21             | 1 296 (2022)                      | 1 071              |
| Noyelles-sur-Sambre   | 59439      | Noyellais       | 6,49             | 282 (2022)                        | 43                 |
| Obrechies             | 59442      | Obréchiens      | 5,45             | 273 (2022)                        | 50                 |
| Pont-sur-Sambre       | 59467      | Pontois         | 11,33            | 2 387 (2022)                      | 211                |
| Quiévelon             | 59483      | Quiévelonnais   | 4,35             | 138 (2022)                        | 32                 |
| Recquignies           | 59495      | Rechigniens     | 6,17             | 2 379 (2022)                      | 386                |
| Rousies               | 59514      | Roséens         | 5,79             | 4 016 (2022)                      | 694                |
| Saint-Remy-Chaussée   | 59542      | Saint-Rémisiens | 5,17             | 473 (2022)                        | 91                 |
| Saint-Remy-du-Nord    | 59543      | Saint-Rémysiens | 5,91             | 1 057 (2022)                      | 179                |
| Sassegnies            | 59556      | Sassegnisiens   | 4,15             | 258 (2022)                        | 62                 |
| Vieux-Mesnil          | 59617      | Vieux-Mesnilois | 5,95             | 637 (2022)                        | 107                |
| Vieux-Reng            | 59618      | Vieux-Rengtois  | 11,64            | 923 (2022)                        | 79                 |
| Villers-Sire-Nicole   | 59627      | Villersois      | 8,45             | 1 008 (2022)                      | 119                |

### Démographie
| 1968    | 1975    | 1982    | 1990    | 1999    | 2010    | 2015    | 2021    |
| ------- | ------- | ------- | ------- | ------- | ------- | ------- | ------- |
| 134 794 | 141 529 | 142 145 | 139 024 | 133 743 | 126 764 | 126 380 | 123 545 |

### Pyramide des âges en 2018
Comparaison des pyramides des âges de la Communauté d'agglomération Maubeuge Val de Sambre et du département du Nord en 2018 :
| Hommes | Classe d’âge   | Femmes |
| ------ | -------------- | ------ |
| 0,4    | 90 ans et plus | 1,3    |
| 5,8    | 75 à 89 ans    | 8,7    |
| 15,6   | 60 à 74 ans    | 17,1   |
| 19,0   | 45 à 59 ans    | 18,7   |
| 18,6   | 30 à 44 ans    | 18,0   |
| 18,8   | 15 à 29 ans    | 17,0   |
| 21,9   | 0 à 14 ans     | 19,2   |

| Hommes | Classe d’âge   | Femmes |
| ------ | -------------- | ------ |
| 0,5    | 90 ans et plus | 1,3    |
| 5,1    | 75 à 89 ans    | 8,1    |
| 14,3   | 60 à 74 ans    | 15,6   |
| 19,2   | 45 à 59 ans    | 18,6   |
| 19,6   | 30 à 44 ans    | 18,7   |
| 20,7   | 15 à 29 ans    | 19,1   |
| 20,7   | 0 à 14 ans     | 18,5   |

## Organisation

### Siège
Le siège de l'intercommunalité est à Maubeuge,  1, place du Pavillon.

### Élus

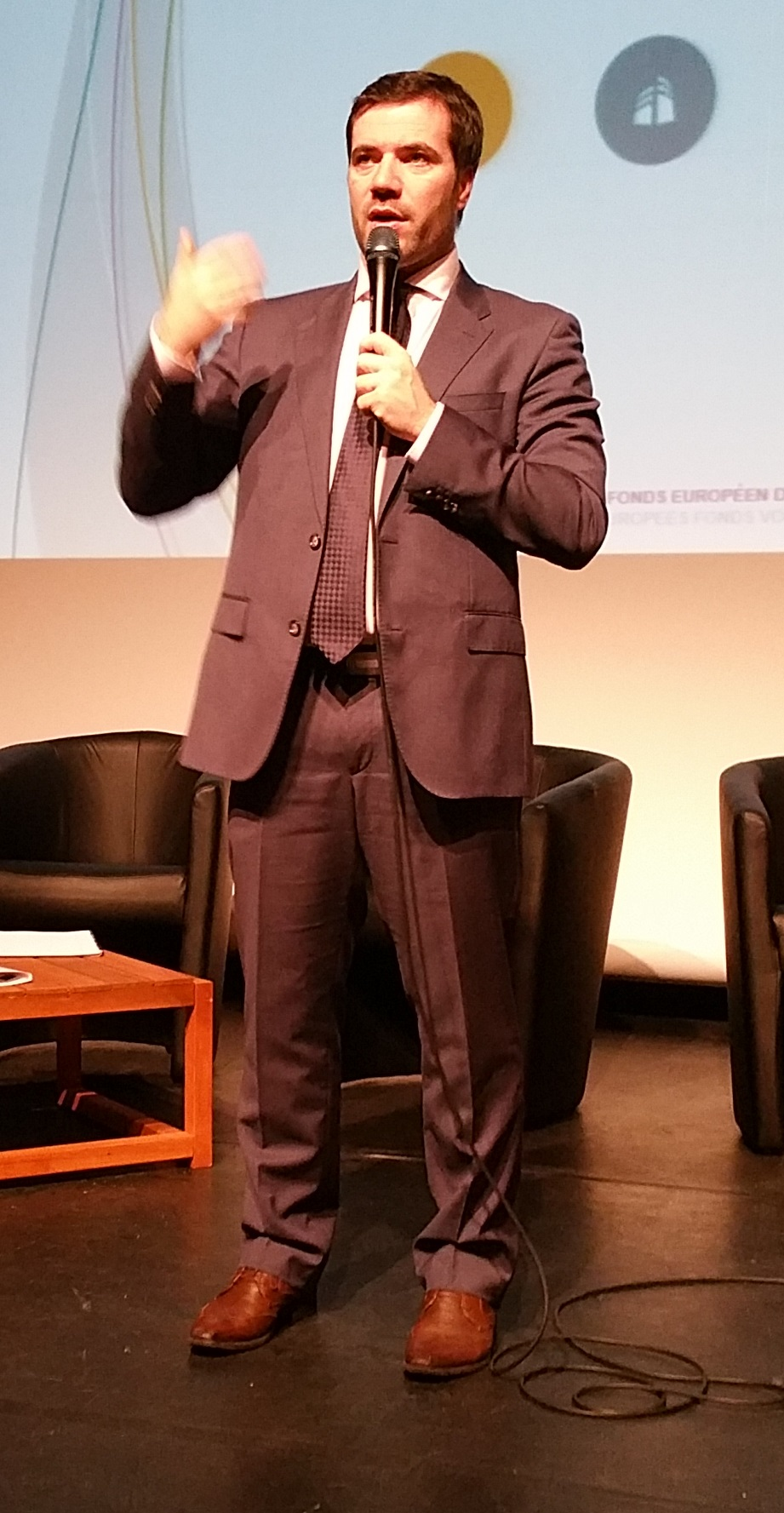
Benjamin Saint-Huile, président de 2014 à 2022

Le conseil communautaire de la communauté d'agglomération se compose pour la mandature 2020-2026  de 82 conseillers, représentant chacune des communes membres et élus pour une durée de six ans.
Ils sont répartis comme suit :

-  17 délégués pour  Maubeuge ;

-  8 délégués pour Hautmont ;

-  5 délégués pour Aulnoye-Aymeries et Jeumont ;

-  4 délégués pour  Feignies ;

-  3 délégués pour  Ferrière-la-Grande et  Louvroil ;

-  2 délégués pour Rousies ;

- 1 délégué et son suppléant pour les 35 autres communes.

À la suite des élections municipales de 2020, le conseil communautaire du 10 juillet 2020 a réélu Benjamin Saint-Huile, maire de Jeumont comme président. 
Élu député en juin 2022 et contraint par la législation limitant le cumul des mandats en France, il démissionne de cette fonction. Le conseil communautaire du  7 juillet 2022 a élu pour le remplacer Bernard Baudoux, maire d'Aulnoye-Aymeries. Il a également désigné ses 15 vice-présidents qui sont, en 2024, les suivants : 
1. Arnaud Decagny, maire de Maubeuge, chargé de l'aménagement du territoire et des grands projets, du renouvellement urbain et de l'action Cœur de ville ;
2. Stéphane Wilmotte, maire d'Haumont, chargé de l’emploi, de la formation,  de l'insertion et de l'enseignement supérieur ;
3. Marjorie Mahieux, maire d'Assevent, chargée des finances, des ressources humaines, et du dialogue social ;
4. M. Claude Menissez,  maire de Colleret, chargé du développement rural et de l'équité territoriale ;
5. Patrick Leduc, maire de Feignies, chargé de l'habitat, du logement et de l'accueil des gens du voyage ;
6. Michel Duveaux, maire d'Obrechies, chargé de l'environnement, de la transition écologique et des énergies renouvelables ;
7. Nicolas Leblanc, maire-adjoint de Maubeuge et conseiller départemental, chargé de la coopération territoriale et transfrontalière, de la préservation du patrimoine historique, du développement du mécénat et de la création de fondations ;
8. Jean Meurant, maire de Gognies-Chaussée, chargé du développement économique, du numérique, du commerce et de l'économie sociale et solidaire ;
9. Giuseppe Ascone, maire de Louvroil, chargé de la vie associative, de l'enfance et de la jeunesse ;
10. Pascal Chabot, maire d'Aibes,  chargé des sports ;
11. Aude Van Cauwenberge, maire-adjointe d'Haumont et conseillère départementale, chargée de la trame verte et bleue, de la réouverture de la Sambre et de la gestion des équipements portuaires intercommunaux ;
12. Nadia Terki, maire-adjointe de Jeumont, chargée de la santé, de la prévention, et de la politique de la ville ;
13. Fabrice Piette, maire de Cerfontaine, chargé de la gestion des déchets ;
14. Jacques Lamquet, maire d'Éclaibes, chargé du tourisme ;
15. Lucien Serpillon, maire de Saint-Rémy-du-Nord, chargé de l'urbanisme, du droit des sols et du suivi du PLUi.

Le bureau communautaire pour la fin de la mandature 2020-2026 est constitué du président, des quinze vice-présidents et de 16 conseillers délégués.

### Liste des présidents
| Période | Période                      | Identité             | Étiquette | Qualité |
| ------- | ---------------------------- | -------------------- | --------- | --- |
| 2001    | 2008                         | Bernard Baudoux      | PCF       | Cadre supérieur dans la publicité Maire d'Aulnoye-Aymeries (1995 → ) Conseiller général de Berlaimont (2001 → 2015)                                                                   |
| 2008    | 2014                         | Rémi Pauvros         | PS        | Maire de Maubeuge (2001 → 2014) Député du Nord (3e circ.) (2012 → 2017) Conseiller général de Maubeuge-Nord (2001 → 2012) 1er vice-président du conseil général du Nord (2011 → 2012) |
| 2014    | 2022                         | Benjamin Saint-Huile | PS → DVG  | Maire de Jeumont (2008 → 2022) Député du Nord (3e circ.) (2022 → ) Conseiller régional des Hauts-de-France (2021 → ) Démissionnaire à la suite de son élection comme député           |
| 2022    | En cours (au 7 juillet 2022) | Bernard Baudoux      | PCF       | Cadre supérieur dans la publicité Maire d'Aulnoye-Aymeries (1995 → ) Conseiller départemental du Nord (canton d'Aulnoye-Aymeries) (2015 → )                                           |

### Compétences
La communauté d’agglomération Maubeuge-Val de Sambre exerce les compétences qui lui ont été transférées par les communes membres, dans les conditions fixées par le Code général des collectivités territoriales.
Compétences obligatoires
Comme toute communauté d'agglomération, la CAMVS exerce les compétences obligatoires suivantes : 
- Développement économique : Zones industrielles, commerciales, artisanales, touristiques… et emplois ;
- Aménagement de l’espace : Cohérence territoriale, transports urbains ;
- Équilibre social de l’habitat : Programme local de l’habitat, amélioration du parc immobilier ;
- Politique de la ville : Insertion économique et sociale, prévention, sécurité[16].

Compétences optionnelles
En complément, les communes ont choisi de transférer les compétences suivantes : 
- Voirie et parcs de stationnement – Ex : déneigement.
- Assainissement – Ex : tout-à-l’égout.
- Eau – Ex : gestion de l’eau potable. Protection et mise en valeur de l’environnement et du cadre de vie : lutte contre la pollution de l’air et les nuisances sonores, élimination et valorisation des déchets, maîtrise de la demande d’énergie – Ex : ramassage des déchets et des encombrants.
- Équipements culturels et sportifs : construction, aménagement, entretien – Ex : gestion des piscines.
- Action sociale d’intérêt communautaire – Ex : halte-garderie itinérante.

Compétences facultatives
Les communes ont, de plus, décidé de transférer certaines compétences à l'Agglo. Il s'agit de : 
- Actions culturelles, éducatives et sportives ;
- Aires d’accueil pour les gens du voyage ;
- Déchetteries ;
- Cofinancement du contour ouest de Maubeuge ;
- Chenil intercommunal ;
- Curage des cours d’eau non domaniaux ;
- Développement des nouvelles technologies de l’information et de la communication.

### Régime fiscal et budget
La communauté d'agglomération est un établissement public de coopération intercommunale à fiscalité propre.
Afin de financer l'exercice de ses compétences, l'intercommunalité perçoit, comme toutes les communautés d'agglomération, la fiscalité professionnelle unique (FPU) – qui a succédé à la taxe professionnelle unique (TPU) – et assure une péréquation de ressources.

### Identité visuelle

Ancien logo de l'Agglomération Maubeuge Val de Sambre de 2001 à septembre 2011
Logo de l'Agglomération Maubeuge Val de Sambre depuis septembre 2011